# La Conférence des oiseaux (pièce de théâtre)
Pour l’article homonyme, voir La Conférence des oiseaux.
La Conférence des oiseaux (arabe : منطق الطير) est une pièce de théâtre tunisienne écrite par Naoufel Azara en 2020 et produite par l'espace artistique El Teatro. Le texte de la pièce est inspiré des poèmes du recueil du même nom.

## Nom
La pièce porte le nom d'un recueil de poèmes médiévaux écrit en 1177 par le poète soufi persan Farid al-Din Attar. À travers ces poèmes totalisant 4 500 vers, il décrit l'aventure de trente oiseaux pèlerins dirigés par une huppe qui cherchent leur roi, le Simurgh.

## Synopsis
À part son nom, le réalisateur se basé sur l'histoire racontée dans le recueil. Des trente oiseaux originaux, il n'en retient que cinq qui décrivent dans la pièce leur aventure pour rencontrer leur roi suprême, le Simurgh. Dans cette quête, ils sont obligés de traverser sept vallées (vallée de la demande, de l'amour, de la connaissance, du détachement, de l'unicité de Dieu, de la stupéfaction et de la pauvreté). La huppe intervient chaque fois que l'un des oiseaux décide d'abandonner pour l'encourager à continuer. À la fin, les oiseaux atteignent leur but et rencontrent leur roi, et il s'avère que ce dernier n'est qu'un miroir qui reflète leur images et âmes.
Donc, à travers le texte original puis cette pièce, le poète et désormais le réalisateur veulent exposer la doctrine soufie selon laquelle Dieu n'est pas extérieur ou en dehors de l'univers, mais plutôt incorporé dans nos identités et représente la totalité de l'existence humaine.
La pièce est rédigée en arabe classique, chose qui ne fait qu'ajouter un autre souffle mythique et religieux soufi. Le choix de la huppe comme leader de la troupe le fait aussi, vu que cet animal a été mentionné dans le Coran en rapport avec le prophète Solomon. 
Selon certaines interprétations, le réalisateur veut à travers son œuvre faire référence à la réalité tunisienne depuis le 14 janvier 2011 : une révolution qui cherche à trouver ses repères et son identité devant le clivage politique et idéologique que vit le peuple.

## Fiche technique
- Dramaturgie et mise en scène : Naoufel Azara
- Sonorisation et scénographie : Walid Hssir
- Lumières : Zidan Mehrez
- Gestion de la production : Sourour Jebali
- Chargée de communication : Yasmine Dimassi
- Responsable de la coopération : Amine Ferah[4]
- Durée: 90 minutes

## Distribution
- Naoufel Azara : la huppe
- Amel Aouini
- Thouraya Boughanmi
- Mourad Dridi
- Skander Brahem
- Sofien Bouajila

## Production
La pièce est produite par l'espace El Teatro grâce à un appui financier des fonds de l'encouragement à la création littéraire et artistique qui appartiennent au ministère tunisien de la Culture.